# Fernmeldeturm Niebüll
Der Fernmeldeturm Niebüll ist ein Fernmeldeturm der Deutschen Telekom AG in Stahlbetonbauweise in Niebüll im Kreis Nordfriesland in Schleswig-Holstein. Er ist mit 75 m Gesamthöhe das höchste Bauwerk in Niebüll.

## Frequenzen und Programme

### Digitaler Hörfunk (DAB/DAB+)
Am 4. Februar 2025 wurde auf diesem Sender das Programmpaket des Norddeutschen Rundfunks aufgeschaltet.
| Block                    | Programme | ERP (in kW) | Antennendiagramm rund (ND)/ gerichtet (D) | Gleichwellennetz (SFN)                                                           |
| ------------------------ | --- | ----------- | ----------------------------------------- | -------------------------------------------------------------------------------- |
| 12B NDR SH12B (D__00342) | DAB+ Block des Norddeutschen Rundfunks - NDR 1 SH FL (Flensburg) (104 kbps) - NDR 2 SH (104 kbps) - NDR Kultur (104 kbps) - NDR Info SH (104 kbps) - N-Joy (104 kbps) - NDR Blue (104 kbps) - NDR Schlager (104 kbps) - NDR Info Spezial (104 kbps) - NDR BWS - NDR TPEG | 1,6         |                                           | Flensburg, Husum, Morsum (Sylt), Kappeln-Ost, Niebüll (Fernmeldeturm), Schleswig |